# Diccionario de Autoridades

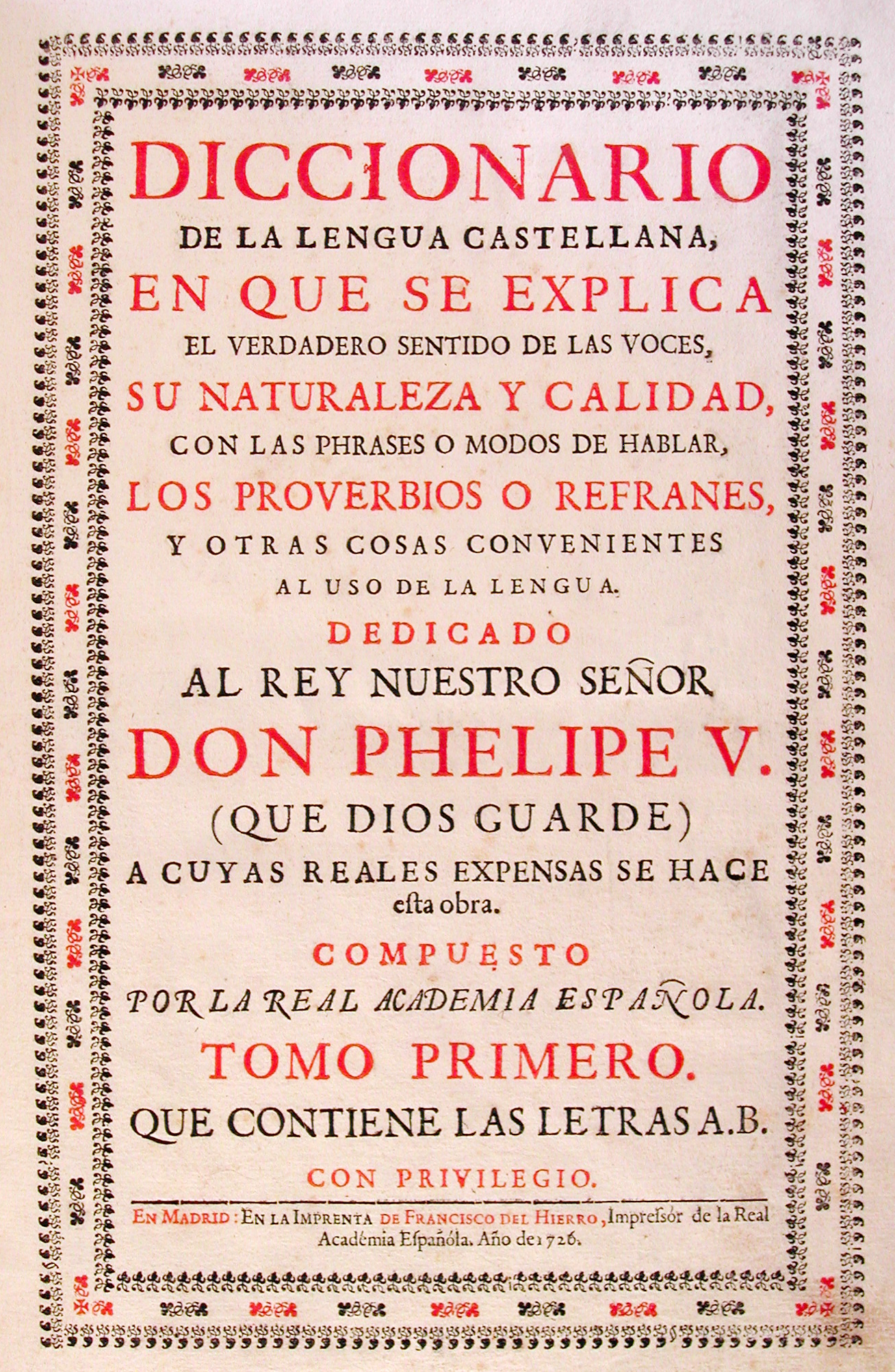
Diccionario de Autoridades

Diccionario de Autoridades a fost primul dicționar al academiei regale spaniole. La treizeci de ani de la întemeiere a acestei instituții de lingvistică (1713) a fost tipărit prima publicație în care caută să se respecte anumite criterii lexicografice, după mottoul (limpia, fija y da esplendor - curăță, stabilește și dă-i strălucire). Scopul acestei lucrări academice era păstrarea și purității limbii. Editorii lucrării credeau că limba spaniolă a atins în acel timp punctul ei de apogeu, perioada acea fiind numită epoca de aur, cu scriitori consacrați (autoridades). Acei care foloseau cuvinte împrumutate din alte limbi ca de exemplu din limba franceză, erau considerați "franțuziți" care impurifică limba (afrancesados). În dicționar majoritatea cuvintelor provin din limba latină, ceace a produs neconcordanțe cu limba și ortografia spaniolă din timpul renașterii, ca sedilele (Ç și ç) care au fost eliminate.
Dicționarul Diccionario de Autoridades a apărut în 6 volume între anii 1726 -1739:
- Volumul 1 (1726): conține cuvinte de la litera A și B tipărite de Francisco del Hierro.
- Volumul 2 (1729): cuvinte de la litera C tipărite de Francisco del Hierro.
- Volumul 3 (1732): cuvinte de la litera D - F tipărite de văduva lui Francisco del Hierro.
- Volumul 4 (1734): cuvinte de la litera G - N tipărite de urmașii lui Francisco del Hierro.
- Volumul 5 (1737): cuvinte de la litera O - R tipărite de urmașii lui Francisco del Hierro.
- Volumul 6 (1739): cuvinte de la litera S - Z tipărite de urmașii lui Francisco del Hierro.

Azi principalul dicționar spaniol Diccionario de la lengua española de la Real Academia Española a apărut pentru prima dată sub forma unui singur volum, folosind ca sursă Diccionario de Autoridade dicționar care din anul 1793 n-a mai fost actualizat.